# العلاقات البيلاروسية الفرنسية
العلاقات البيلاروسية الفرنسية هي العلاقات الثنائية التي تجمع بين روسيا البيضاء وفرنسا.

## مقارنة بين البلدين
هذه مقارنة عامة ومرجعية للدولتين:
| وجه المقارنة                                              | روسيا البيضاء                    | فرنسا                                                    |
| --------------------------------------------------------- | -------------------------------- | -------------------------------------------------------- |
| المساحة (كم2)                                             | 207.60 ألف                       | 643.80 ألف                                               |
| عدد السكان (نسمة)                                         | 9.50 مليون                       | 67.12 مليون                                              |
| الكثافة السكانية (ن./كم²)                                 | 45.76                            | 104.26                                                   |
| العاصمة                                                   | مينسك                            | باريس                                                    |
| اللغة الرسمية                                             | اللغة البيلاروسية، اللغة الروسية | لغة فرنسية                                               |
| العملة                                                    | روبل بلاروسي                     | يورو، فرنك س ف ب، فرنك فرنسي، Livre tournois ‏            |
| الناتج المحلي الإجمالي (بليون دولار)                      | 54.44 مليار                      | 2.58 تريليون                                             |
| الناتج المحلي الإجمالي (تعادل القوة الشرائية) بليون دولار | 168.35 مليار                     | 2.87 تريليون                                             |
| الناتج المحلي الإجمالي الاسمي للفرد دولار أمريكي          | 5.74 ألف                         | 36.20 ألف                                                |
| الناتج المحلي الإجمالي للفرد دولار أمريكي                 | 18.18 ألف                        | 39.33 ألف                                                |
| مؤشر التنمية البشرية                                      | 0.798                            | 0.888                                                    |
| رمز المكالمات الدولي                                      | +375                             | +33                                                      |
| رمز الإنترنت                                              | .by، .бел                        | .fr، .bzh ‏، .tf، .re، .wf، .yt، .pm، .paris              |
| المنطقة الزمنية                                           | ت ع م+03:00                      | أوروبا/باريس ‏، توقيت وسط أوروبا، توقيت وسط أوروبا الصيفي |

## مدن متوأمة
في ما يلي قائمة باتفاقيات التوأمة بين مدن بيلاروسية وفرنسية:
- ترتبط برست مع بريست باتفاقية توأمة منذ 2015.[17][17][17][17]
- ترتبط غوميل مع كليرمون فيران باتفاقية توأمة منذ 4 أبريل 2003.[18][19][20][21]
- ترتبط غرودنو مع ليموج باتفاقية توأمة منذ 1994.
- ترتبط مينسك مع ليون باتفاقية توأمة منذ 1997.[22][22][22][22]
- ترتبط موجيلوف مع فيلوربان باتفاقية توأمة منذ 1967.

## منظمات دولية مشتركة
يشترك البلدان في عضوية مجموعة من المنظمات الدولية، منها:
| علم المنظمة | اسم المنظمة                               | تاريخ انضمام روسيا البيضاء | تاريخ انضمام فرنسا |
| ----------- | ----------------------------------------- | -------------------------- | ------------------ |
|             | اتفاقية السماوات المفتوحة                 | ?                          | ?                  |
|             | منظمة الأمن والتعاون في أوروبا            | 30 يناير 1992              | 25 يونيو 1973      |
|             | مؤسسة التمويل الدولية                     | 2 نوفمبر 1992              | 20 يوليو 1956      |
|             | منظمة حظر الأسلحة الكيميائية              | ?                          | ?                  |
|             | الأمم المتحدة                             | 24 أكتوبر 1945             | 24 أكتوبر 1945     |
|             | الاتحاد الدولي للاتصالات                  | 7 مايو 1947                | 1866               |
|             | منظمة الشرطة الجنائية الدولية             | ?                          | ?                  |
|             | البنك الدولي للإنشاء والتعمير             | 10 يوليو 1992              | 27 ديسمبر 1945     |
|             | الاتحاد البريدي العالمي                   | ?                          | ?                  |
|             | المركز الدولي لتسوية المنازعات الاستشارية | 9 أغسطس 1992               | 20 سبتمبر 1967     |
|             | وكالة ضمان الاستثمار متعدد الأطراف        | 3 ديسمبر 1992              | 28 ديسمبر 1989     |
|             | يونسكو                                    | 12 مايو 1954               | 4 نوفمبر 1946      |
|             | مجموعة الموردين النوويين                  | ?                          | ?                  |

## وصلات خارجية
- موقع وزارة الخارجية البيلاروسية
- موقع وزارة الخارجية الفرنسية